# Versszínház
A versszínház olyan színpadi műfaj, művészeti szerveződés, alkotóműhely, amely teret biztosít és lehetőséget kínál régi és új kifejezési formák, tartalmak létrehozására, továbbá ösztönzi az amatőr és hivatásos színház-, előadó- és társművészeket, olyan művészi alkotások színpadra állítására, amelynek központi tartalma/gondolata a vers kifejezése és tágabb értelmű színpadi/színházi eszközökkel történő megszólaltatása.

## A versszínházi műfaj
A versszínházi műfaj elődjének a hagyományos értelemben vett előadóest tekinthető, amelynek születése a 60-as évekre tehető. A sajátos színpadi forma az egyetemi színpad létrejöttével még nagyobb teret kapott, elsősorban Latinovits Zoltán és Mensáros László önálló estjeivel lett népszerű a közönség körében. Az előadások itthon és külföldön is nagy sikereket arattak. A 70-es években sok szempontból jelentett újdonságot a szerkesztett irodalmi estek, verses összeállítások, a művészi szavalat megjelenése. Surányi Ibolya,  a magyar versmondás máig meghatározó személyisége szerint ennek az volt az oka, hogy „rossz időkben az emberek kapaszkodnak abba, ami szép.” Abban a „rossz időben” mély aktualitása, mondanivalója, többletjelentése volt egy-egy költeménynek, költői életműnek. A versszínház, mint műfaj megjelenése tehát nem új keletű, ám a mai kifejezés a színházi eszközök aktív jelenlétére utal. A versszínházi eszköztár, a feldolgozás lényegi koncepciója, az előadók száma és viszonya, valamint a dramaturgia - komplett elbeszélő költemény vagy verses dráma feldolgozása, avagy önálló versekből szerkesztett est - határozza meg, hogy a klasszikus előadóest hagyományait folytatva születik-e egy mű, vagy nagy színházi előadás formájában látunk-e komplett versszínházi produkciót.
Londonban, Párizsban, sőt Belgiumban is működik versszínház, utóbbi szezonálisan fogadja a közönséget kora tavasztól késő őszig. Magyarországon a fogalmat Turek Miklós és a Magyar Versmondók Egyesülete által működtetett Első Magyar Versszínház alkalmazza leggyakrabban. Az Első Magyar Versszínház társulati formában az első magyarországi képviselője a műfajnak.
Turek Miklós saját versszínházi előadássorozatának első nyilvános előadását 2004. augusztus 18-án tartotta Őriszentpéteren. Azóta is több társulat használja a kifejezést, ám ezek az előadások tartalmilag és formailag is eltérnek a egymástól.
A versszínházi előadások szövegkönyve Turek Miklós esetében egy-egy költő alkotásaiból áll, dramaturgiáját a költő életének fordulatai határozzák meg. A Versszínházi estek egyszerre nyújtanak teljes színházi élményt, és mutatják be a költő életét, valamint a költemények születésének körülményeit.
Turek Miklós 2004-ben mutatta be Faludy Györgyről szóló első önálló előadását, amivel a Fringe Fesztivál legjobb férfi előadója lett, és elnyerte a Kaleidoszkóp VersFesztivál különdíját is.
Programja később négyrészes versszínházi előadássorozattá bővült, melyek Faludy György, József Attila, Radnóti Miklós és Petőfi Sándor költészetét és életét jelenítik meg színházi körülmények között.
Az előadások több, mint 120 alkalommal kerültek színpadra Magyarországon, Németországban, Kanadában és az Egyesült Államokban, valamint magyarországi középiskolákban, mint az irodalom- és történelemoktatás kiegészítő segédanyaga.
A Magyar Versmondók Egyesülete által működtetett Első Magyar Versszínház ehhez képest inkább társulati formában, nagy színházi előadások keretében dolgozik. A Forrás Színház társulatával közösen így mutatta be Arany János Toldi című elbeszélő költeményét is. Ez volt az első olyan versszínházi produktum Magyarországon, amely nem a szerkesztett előadóestek hagyományaira épült, hanem önálló művet dolgozott fel, társulati szinten, egész estés előadásban. A rendkívül gazdag zenei és látványvilág érzékeltetik a jelenetek sűrű atmoszféráját, s egyben fontos kifejezőeszközként is funkcionálnak. Zenéjét kifejezetten a produkcióhoz írta Szarka Gyula Kossuth-díjas zeneszerző, a Ghymes frontembere, a koreográfus Demcsák Ottó Harangozó-díjas táncművész, a dramaturg Németh Ervin, a díszlet- és jelmeztervezője Pataki András, rendezője Wiegmann Alfréd, producere Lutter Imre. Az előadást még ma is játsszák.
A Toldi után nem sokkal Bella István és Buda Ferenc műveiből, sajátos dramaturgia mentén, az évszakokra építve állította színpadra az Első Magyar Versszínház az "Egyszer egy évig játszani kéne" című produkcióját, négy tételben. A kilenc szereplő közreműködésével megvalósult előadás lényeges formai eleme a koreográfia, amely a mozgásszínház új irányzatainak ötvözetével kombinál. Az előadást Bakos-Kiss Gábor, a Debreceni Csokonai Színház társulati tagja, az Első Magyar Versszínház művésze rendezte.

## Turek Miklós Versszínházi előadásainak premierjei
- Szabadság - börtön - szabadság… avagy Rímes világnéző Faludy Györggyel, 2004. augusztus 18. Hét-Rét Fesztivál, Őriszentpéter - Versszínházi előadás Faludy György életéről és költészetéről
- Nappal hold kél bennem..., 2006. február 11. Tető-Galéria, Budapest - Versszínházi előadás József Attila életének utolsó éjszakájáról és költészetéről
- Árny az árnyban, 2007. október 8.  Fészek Művész Klub, Budapest - Versszínházi előadás Radnóti Miklós életének utolsó évéről és költészetéről
- A Szőlőszem, 2009. november 14.  Petőfi Irodalmi Múzeum, Budapest - Versszínházi előadás Petőfi Sándor életéről és költészetéről

### Jelenetképek a Szabadság - börtön - szabadság… avagy Rímes világnéző Faludy Györggyel című produkcióból

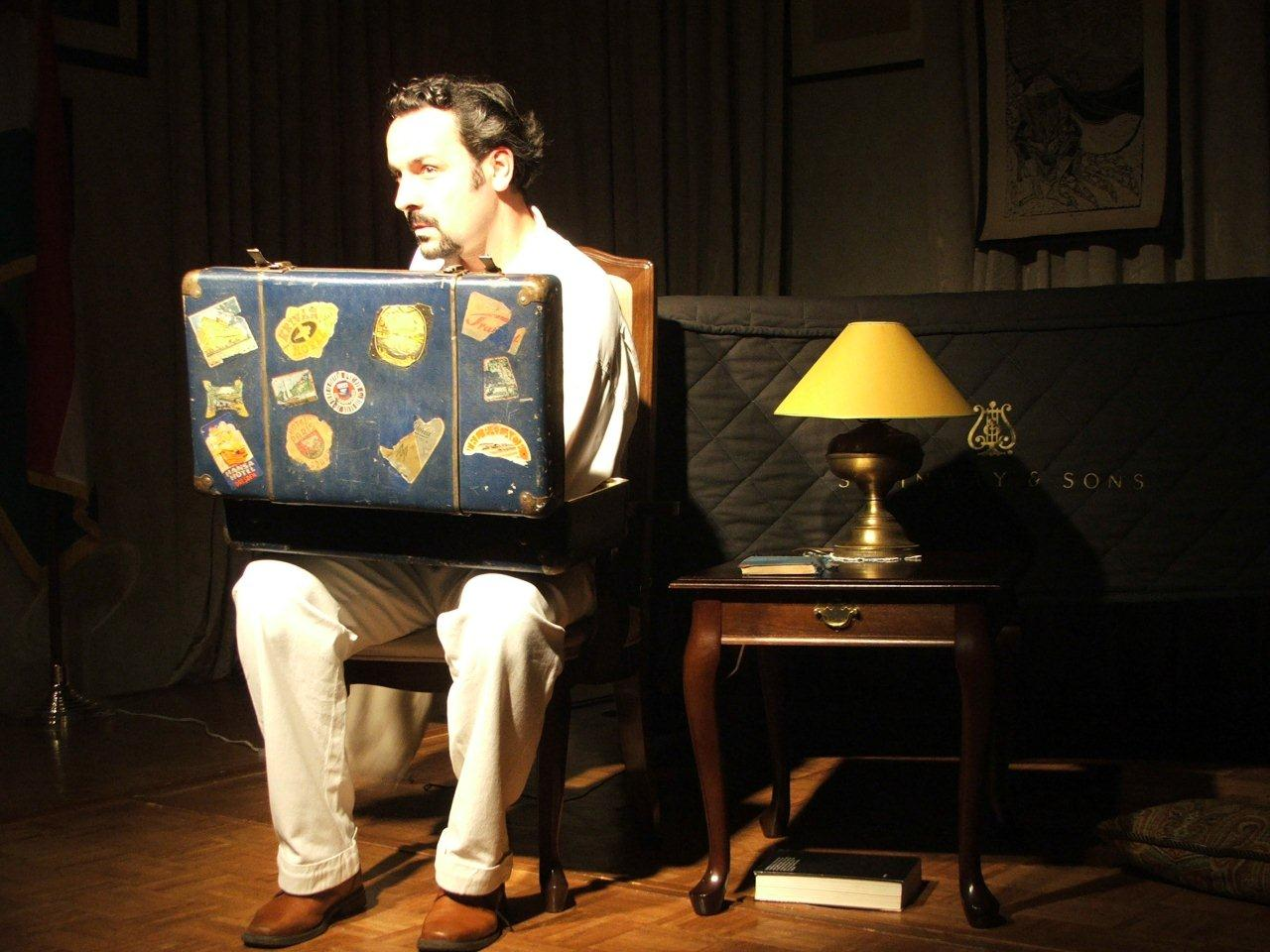
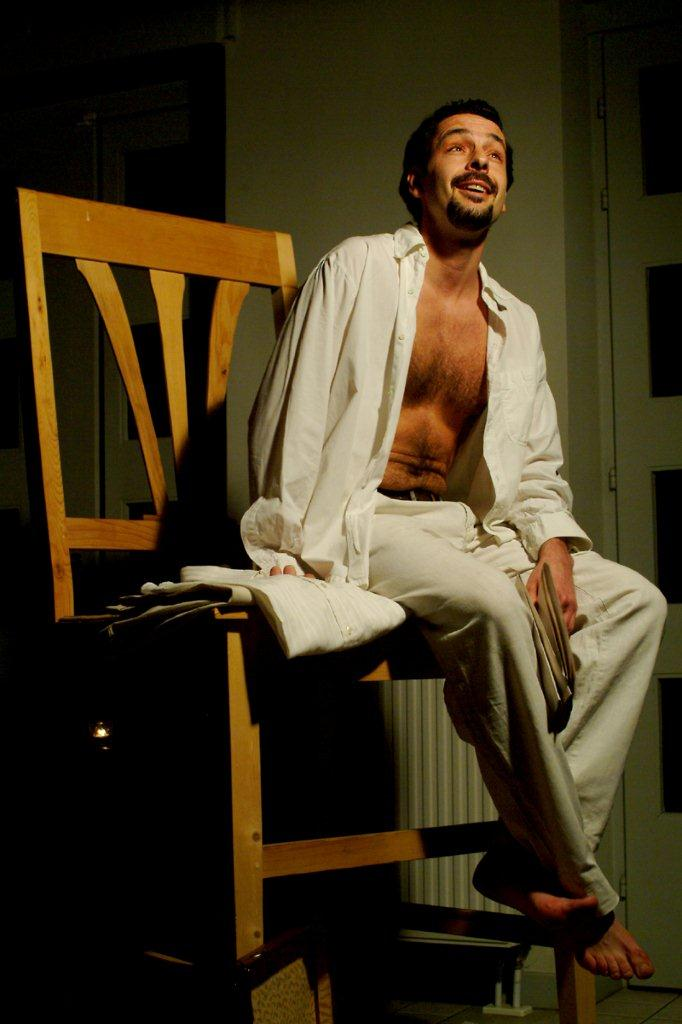
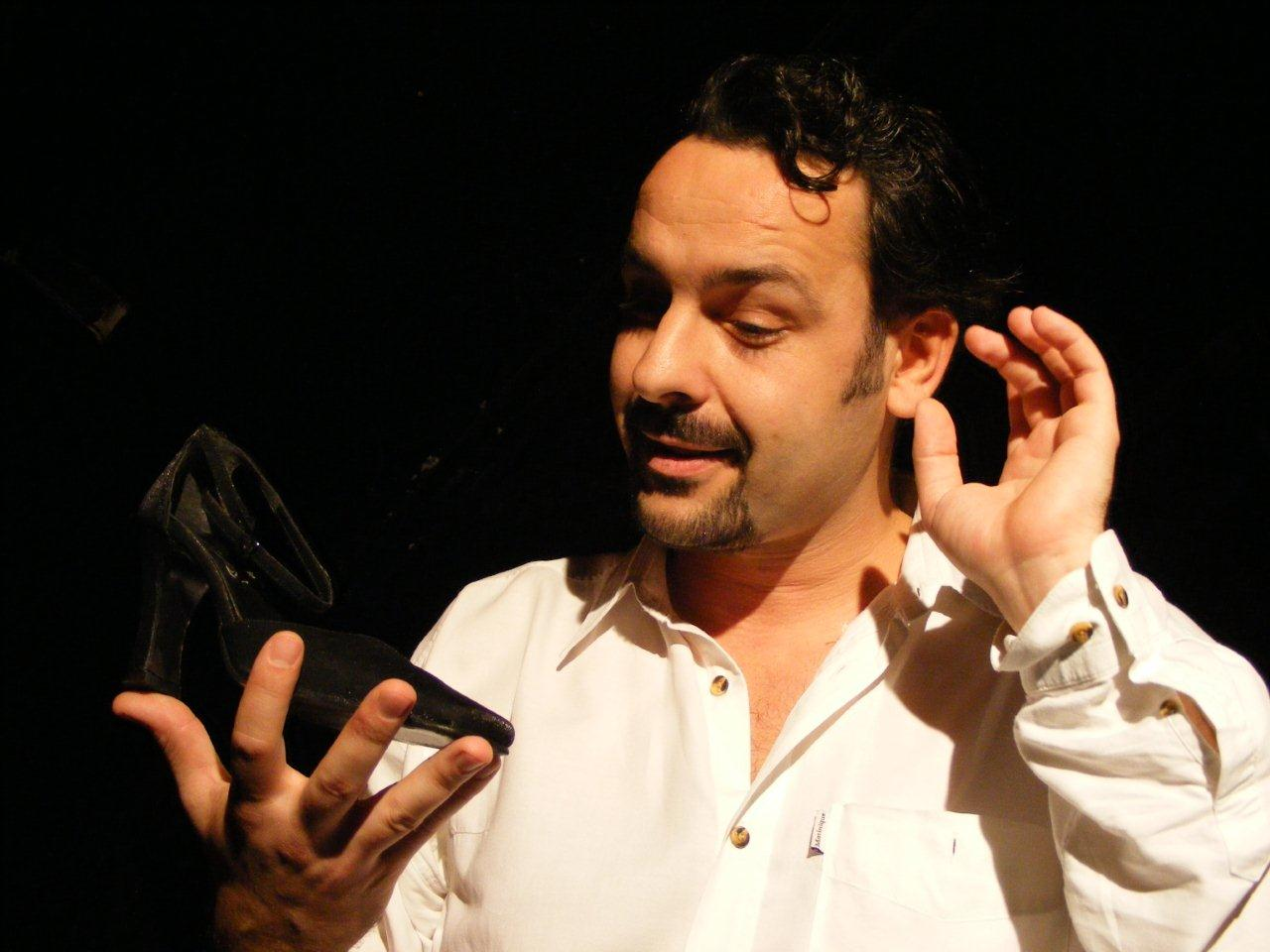
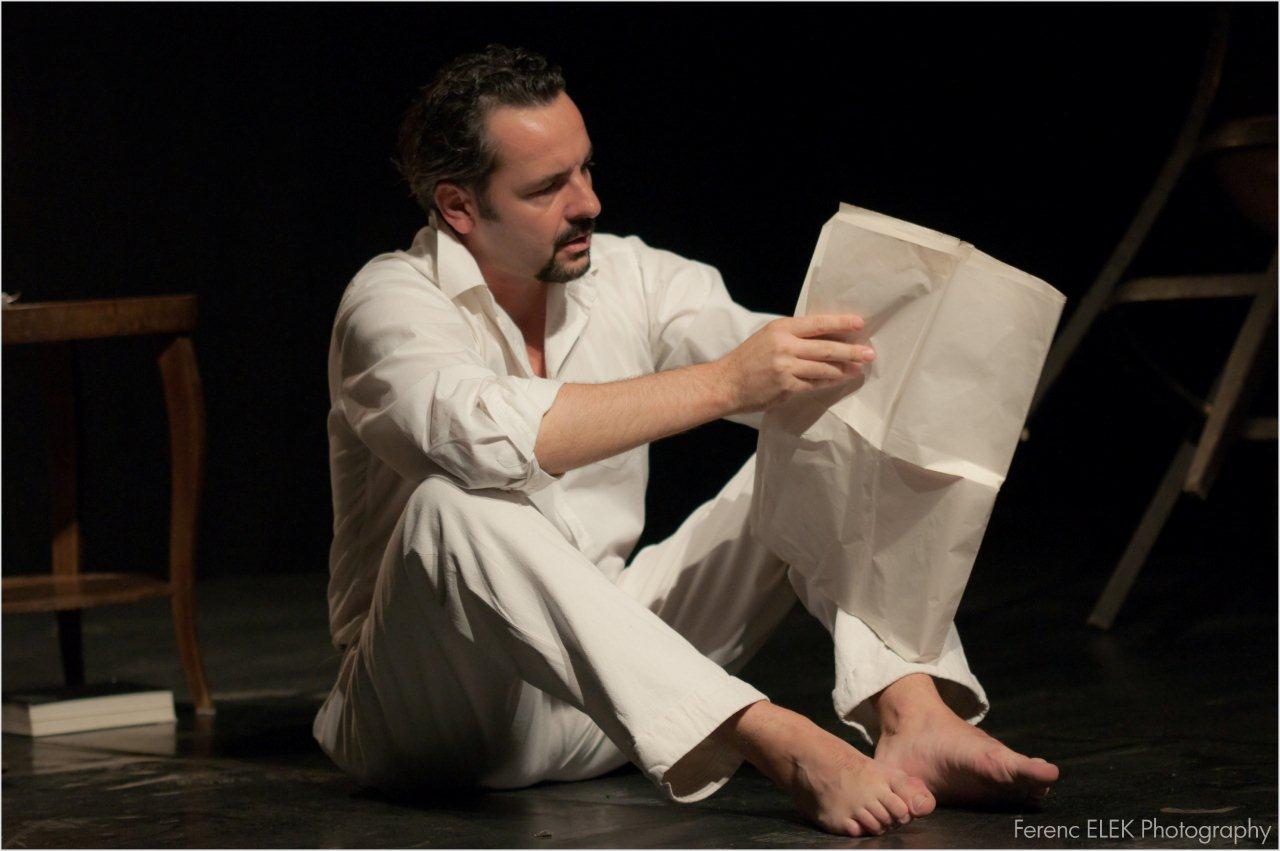
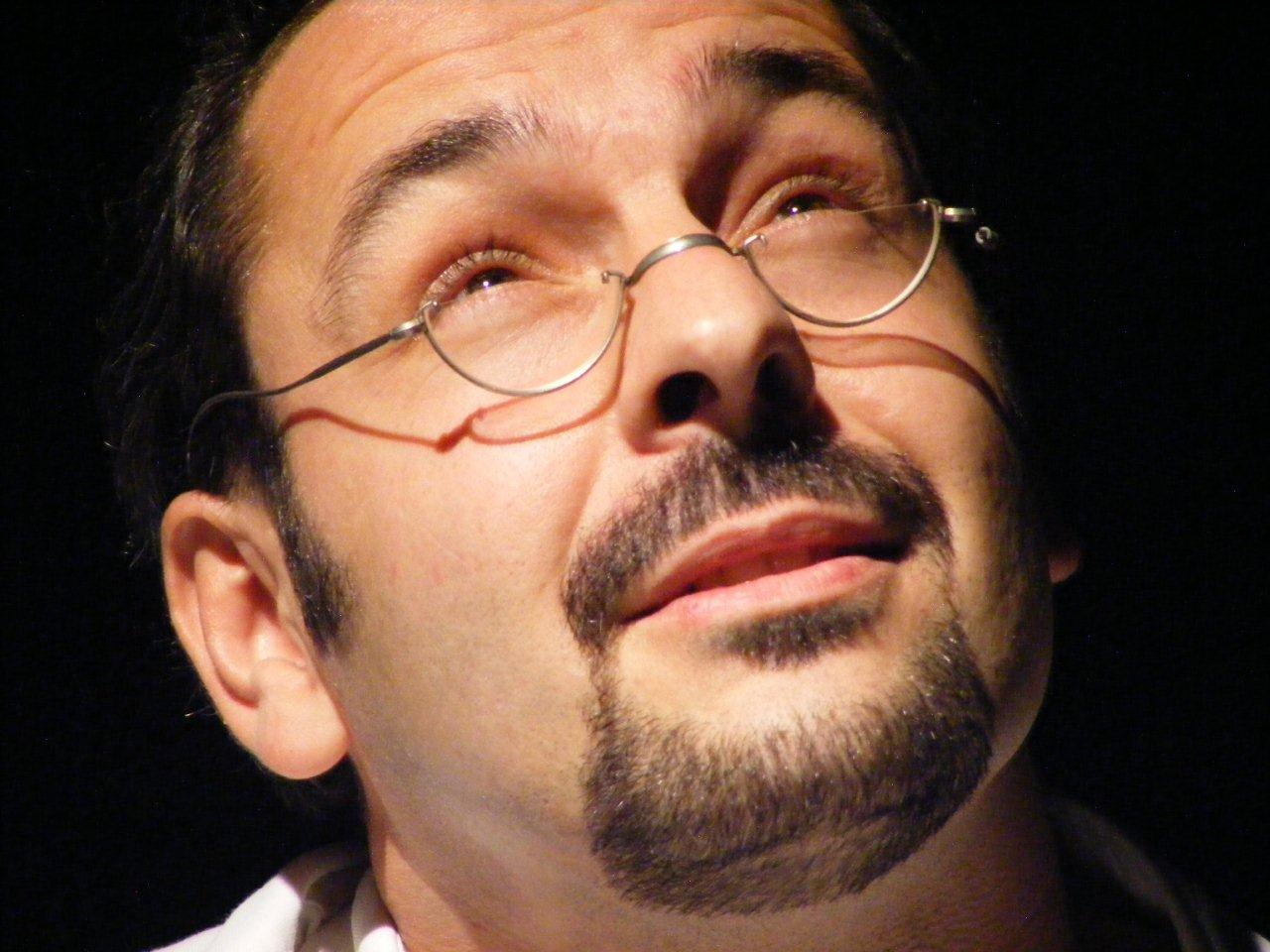

## Színház a suliban
Turek Miklós Versszínházi produkciója visszatérő vendége a magyarországi középiskolák irodalom- és történelemóráinak. A rendhagyó tanórákra nyitott intézmények általában pályázat, vagy alapítványi támogatás segítségével szervezik meg az előadásokat. A rendezvények közönsége a végzős, illetve az irodalom és a színház irányában nyitott tanulókból, valamint azon osztályokból áll, amelyek a tananyagban épp az előadásban feldolgozott költővel foglalkoznak.

### Jelenetképek az Árny az árnyban című iskolai produkcióból

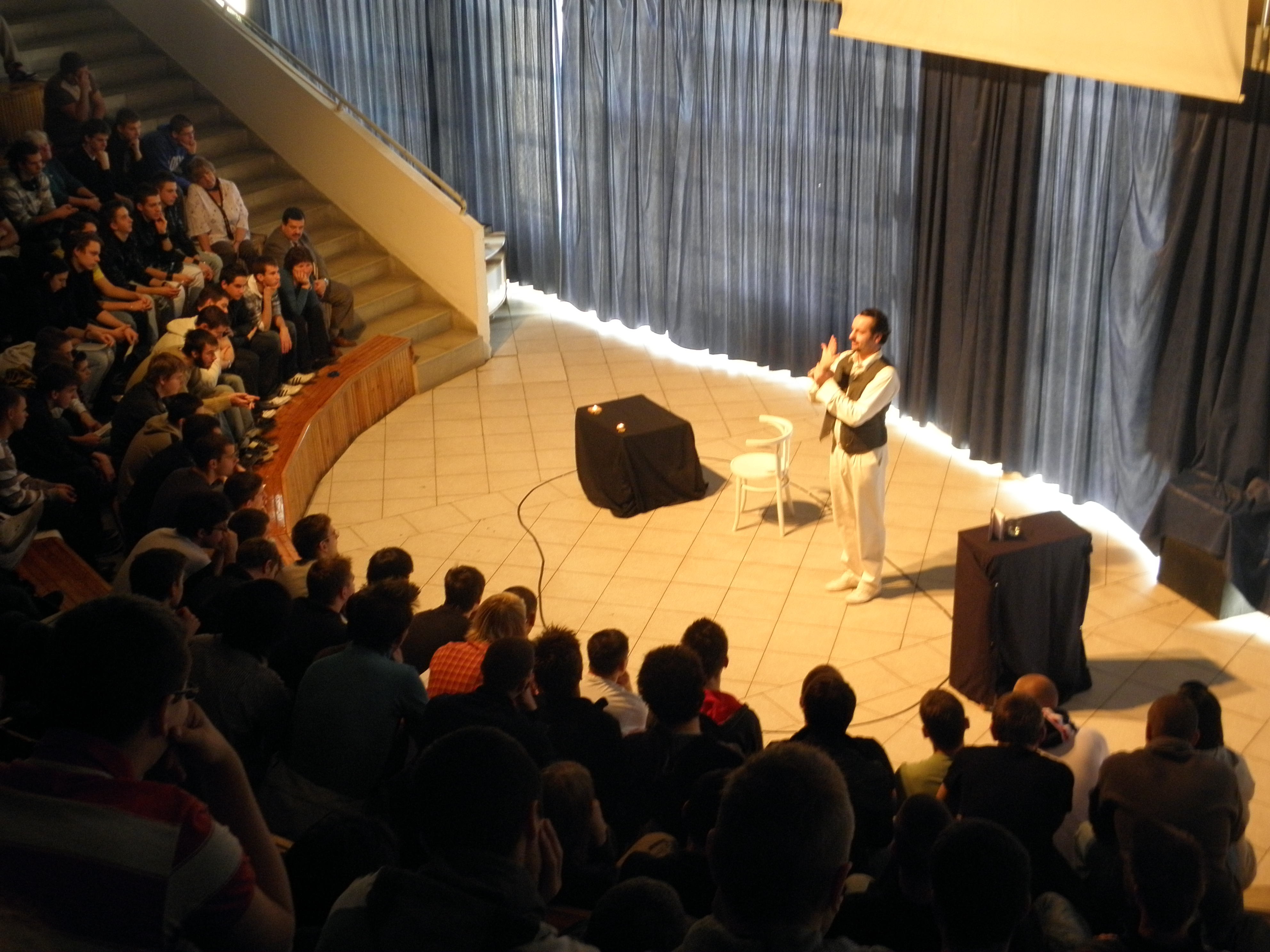
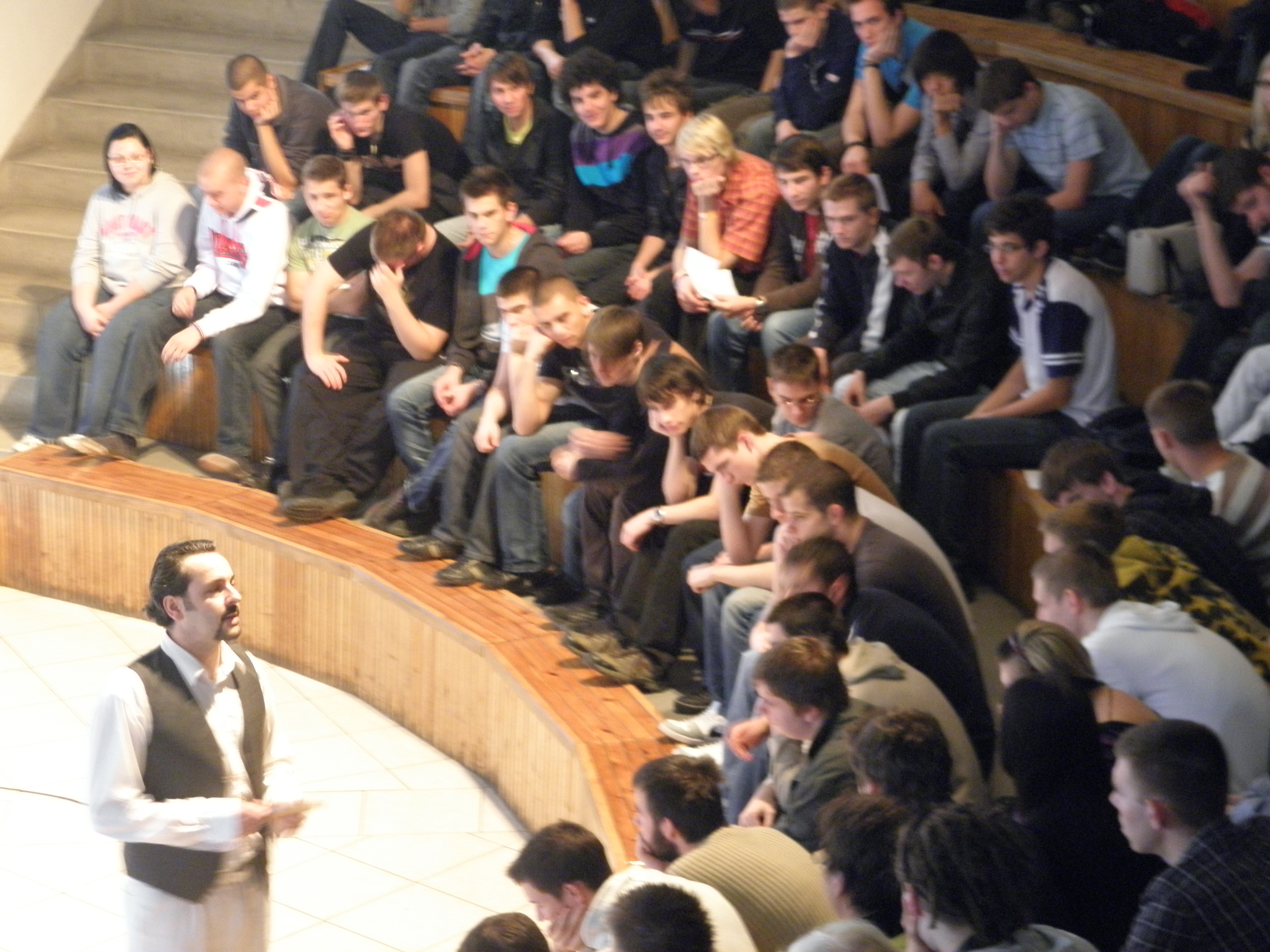
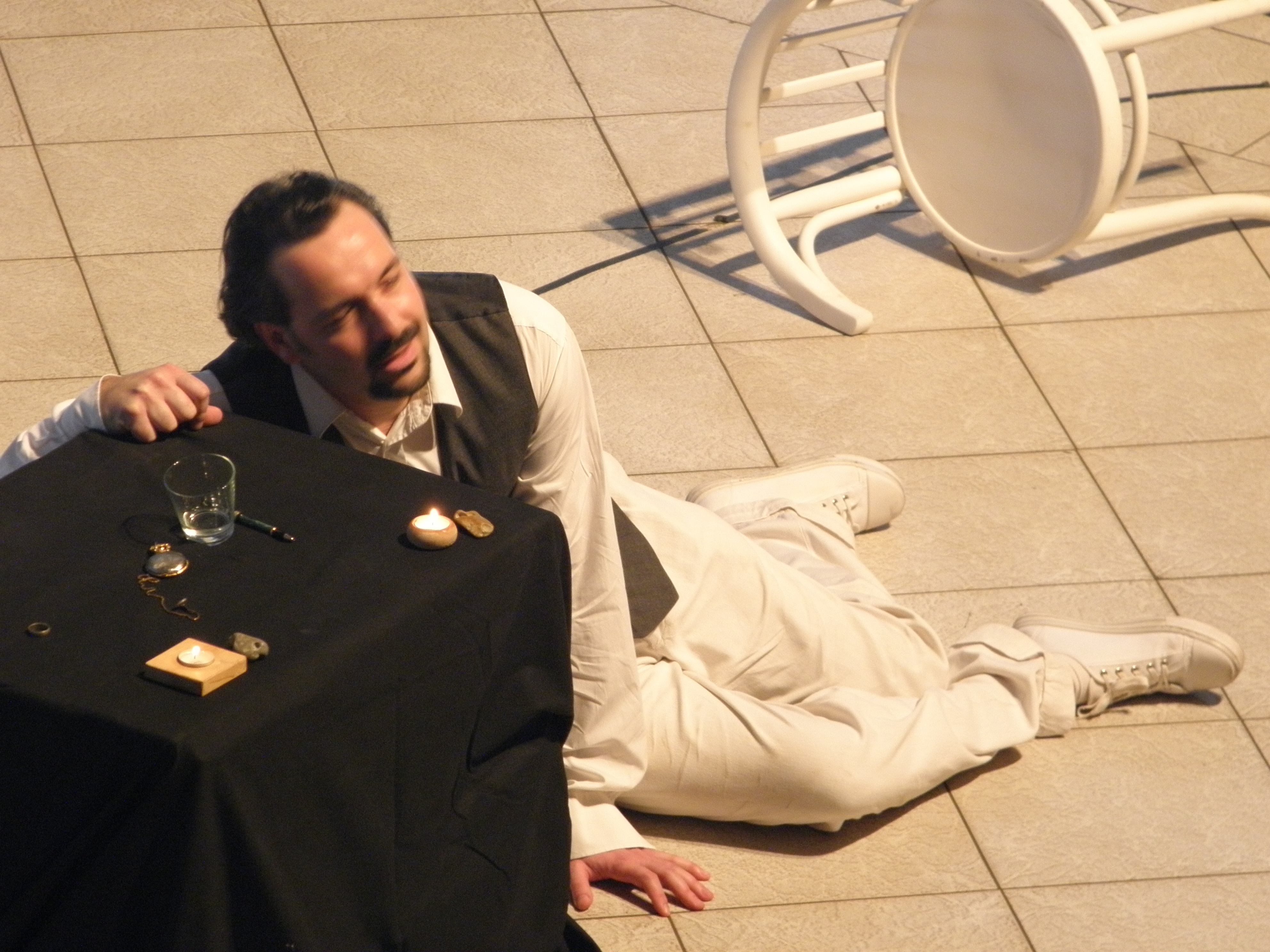

A Versmondók és a Momentán Társulat RögvEst Költészet című előadásának ősbemutatójával nyitotta meg kapuit az Első Magyar Versszínház Budapesten, 2008. október 13-án. (Az elnevezés a formáció, mint intézményesített színház létezésére utal, a hivatalos megnyitót négy évvel megelőzte Turek Miklós Versszínházának premierje.)
Az új formációt a Magyar Versmondók Egyesülete alapította. A szervezők célja az volt, hogy a sajátos műfajt felhasználva létrehozzák a magyar szellemi elit bázisát, ahol érdemi vitát generálhatnak, és a közvélemény formálására ösztönözhetik az érdeklődő közönséget. A Magyar Versmondók Egyesülete Pódiumi Estek Fesztiválja címen már az ezredfordulón rendezett versenyt a versszínházi előadásoknak. A Kaleidoszkóp nemzetközi VersFesztivál keretében pedig magyar és idegen nyelvű versszínházi előadások is versenyeznek, társulatok és egyéni előadók révén.

## Külső hivatkozások
- Turek Miklós Versszínháza[halott link]
- A Magyar Versmondók Egyesületének Versszínháza
- Az Első Magyar Versszínház és a Forrás Színház Toldi előadása